# Suldalsosen
Suldalsosen is een dorp in de gemeente Suldal in de provincie Rogaland in Noorwegen. Het dorp ligt aan de zuidwestkust van het meer Suldalsvatnet. De dorpskerk dateert uit 1852. De kerk verving een ouder bouwwerk uit 1640. Het dorp was tot 1965 zetel van het gemeentebestuur. Sindsdien zetelt dat in Sand. Suldalsosen ligt aan riksvei 13, de hoofdverbinding tussen Stavanger en Sogndal.